# Arianna Noseda
Arianna Noseda (* 14. Dezember 1997 in Como) ist eine italienische Ruderin. Im Leichtgewichts-Doppelvierer wurde sie 2019 bei den Ruder-Weltmeisterschaften Weltmeisterin.

## Karriere
Im Jahr 2015 ging Arianna Noseda zum ersten und einzigen Mal bei den Junioren-Weltmeisterschaften im Rudern an den Start. In Rio de Janeiro ging sie im Zweier ohne Steuerfrau gemeinsam mit Caterina Di Fonzo an den Start. Sie verpassten das A-Finale und konnten im B-Finale den zweiten Platz belegen, sodass sie gesamt den achten Platz belegten. Zwei Jahre später nahm sie als Teil des italienischen Achters an den Ruder-U23-Weltmeisterschaften in Plowdiw teil. Sie kam aber nur im Vorlauf zum Einsatz, in welchen sie den dritten Platz belegen konnten. Im Hoffnungslauf und im B-Finale statt ihr Benedetta De Martino zum Einsatz. Der italienische Achter beendete den Wettbewerb schlussendlich auf den achten Platz und damit letzten Platz.
Im Jahr 2018 nahm sie zum zweiten Mal in ihrer Karriere an den Ruder-U23-Weltmeisterschaften teil und startete in Posen bei den Ruder-U23-Weltmeisterschaften 2018 gemeinsam mit Giulia Mignemi, Paola Piazzolla und Allegra Francalacci im Leichtgewichts-Doppelvierer. Zusammen erreichten sie das A-Finale und setzten sich dort mit mehr als fünf Sekunden vor den Booten aus der Niederland und aus Frankreich durch. Als frischgebackene U23-Weltmeisterinnen gingen sie gemeinsam für Italien bei den Ruder-Weltmeisterschaften 2018 in Plowdiw an den Start. Sie konnten sich direkt über den Vorlauf für das A-Finale qualifizieren und belegten dort den sechsten Platz.
Im darauffolgenden Jahr startete Arianna Noseda erneut gemeinsam mit Giulia Mignemi bei den U23-Ruder-Weltmeisterschaften 2019 im Leichtgewichts-Doppelvierer an den Start. Neben ihnen beiden gehörten Greta Martinelli und Silvia Crosio zur Besatzung des Leichtgewichts-Doppelvierers. Im Finale setzten sie sich in der Nähe von Sarasota und Bradenton fast sieben Sekunden Vorsprung vor den Boot aus Deutschland und den Boot aus den Vereinigten Staaten durch. Wie im Vorjahr nahmen die U23-Weltmeisterinnen gemeinsam in Linz an den Ruder-Weltmeisterschaften 2019 teil. Nachdem sie im Test-Rennen noch den zweiten Platz hinter den Boot aus China belegt hatte, siegten sie im Finale mit zwei Sekunden Vorsprung vor dem chinesischen und den deutschen Boot. 2020 bei den Europameisterschaften in Posen siegten Mignemi, Crosio, Martinelli und Noseda vor dem deutschen Boot. 2022 bei den Europameisterschaften in München gewann der italienische Leichtgewichts-Doppelvierer mit Giulia Mignemi, Paola Piazzolla, Silvia Crosio und Arianna Noseda. Einen Monat später gewann das Boot bei den Weltmeisterschaften in Račice u Štětí mit Ilaria Corazza, Giulia Mignemi, Silvia Crosio und Arianna Noseda.